# Ali Abu-Muchammad
Ali Abu-Muchammad, właściwie Aliaschab Alibułatowicz Kiebiekow (ros. Али Абу-Мухаммад, Алиасхаб Алибулатович Кебеков, ur. 1 stycznia 1972, zm. 19 kwietnia 2015) – ekstremista salaficki, bojownik dagestański, następca Doku Umarowa i przywódca islamistycznego Emiratu Kaukaskiego. 25 marca 2015 roku Departament Stanu USA umieścił go na liście najbardziej niebezpiecznych terrorystów świata (Specially Designated Global Terrorist, w skrócie SDGT). 19 kwietnia 2015 zginął w wyniku operacji sił specjalnych Rosji przeprowadzonej w okolicach Gerej-Awlak w pobliżu Bujnakska.
W październiku 2010 roku został mianowany przez ówczesnego emira Doku Umarowa sędzią (kadi) trybunału szariackiego dżihadystów kaukaskich, przyjmując tę funkcję, pomimo wyrażenia wątpliwości na temat swoich kompetencji (nie był uczonym w piśmie i nie posiadał rozległej wiedzy o Koranie oraz Sunnach). Był wyznawcą salafizmu. W 2014 r., został wybrany emirem, jako następca zabitego Doku Umarowa. Jako Awar z narodowości był pierwszym niepochodzącym z Czeczenii emirem islamskiej rebelii na Kaukazie. Wierność emirowi złożyli bojownicy z radykalnego ugrupowania islamskiego Dżajsz al-Muhadżirin wa-al-Ansar, walczącego w wojnie domowej w Syrii.
Został zabity przez rosyjskie siły bezpieczeństwa podczas operacji specjalnej w Bujnaksku 19 kwietnia 2015 roku.